# Langues celtiques insulaires
Le groupe des langues celtiques insulaires rassemble les deux branches de langues celtiques issues des Îles Britanniques et d'Irlande, contrairement aux langues celtiques continentales qui étaient parlées dans le continent européen et en Asie mineure. On y retrouve les langues gaéliques ou goïdéliques, comprenant l'écossais, l'irlandais et le mannois, ainsi que les langues brittoniques, comprenant le breton, le cornique, le gallois et le cambrien.

## Définition
Les langues celtiques insulaires, ou le « celtique insulaire », regroupent des langues celtiques parlées ou jadis parlées dans les Îles Britanniques et en Irlande. Sur les sept langues qui les composent, six sont encore parlées aujourd'hui ; seul le cambrien s'est éteint au XIIème ou XIIIème siècle. Les langues celtiques insulaires se divisent en deux branches, celle du gaélique et celle du brittonique.

## Le gaélique
Les trois langues gaéliques sont l'irlandais, l'écossais et le mannois.

### L'irlandais
Le gaélique irlandais (Gaeilge) est la première langue officielle de la République d'Irlande, et est reconnu comme langue régionale de l'Irlande du Nord. Il est parlé par environ 1 750 000 locuteurs, notamment dans les Gaeltachtaí d'Irlande, et est classé comme langue « en danger » (DE) selon l'Atlas des langues en danger dans le monde. Il existe un certain nombre de dialectes distincts en irlandais, les trois principaux étant ceux des provinces de Munster, de Connacht et d'Ulster. Les dialectes les plus proches de l'écossais permettent parfois une intercompréhension avec celui-ci.

### L'écossais
Le gaélique écossais (Gàidhlig) est la langue nationale de l'Écosse. Il est parlé par environ 70 000 locuteurs en Écosse et par environ 4 000 au Canada, et est classé comme langue « en danger » (DE) selon l'Atlas des langues en danger dans le monde. 

### Lemannois
Le gaélique mannois (Gaelg) est parlé par environ 1 700 locuteurs sur l'île de Man, dont il est l'une des langues officielles. Il est classé comme langue « en situation critique » (CR) selon l'Atlas des langues en danger dans le monde. On lui attribue deux dialectes, l'un parlé dans le nord de l'île et l'autre parlé dans le sud.

## Le brittonique
Les quatre langues brittoniques sont le gallois, le breton, le cornique et le cambrien.
- Le gallois

Le gallois (cymraeg) est la langue nationale du Pays de Galles. Il est également parlé par des locuteurs habitants en Angleterre, en Argentine, au Canada, aux États-Unis, en Australie et en Nouvelle-Zélande. Ces locuteurs sont environ au nombre de 650 000, faisant du gallois la langue celtique la plus parlée de nos jours. Le gallois est classé comme langue « vulnérable » (VU) selon l'Atlas des langues en danger dans le monde.
- Le breton

Le breton (brezhoneg) est la langue traditionnelle de la Basse-Bretagne. Il est reconnu comme langue régionale ou minoritaire de France et, depuis 2004, comme langue de la région Bretagne, aux côtés du français et du gallo. Le breton compte environ 207 000 locuteurs ; il est classé comme langue « sérieusement en danger » (SE) selon l'Atlas des langues en danger dans le monde.
- Le cornique

Le cornique (kernewek) est l'une des langues officielles de Cornouailles. Il compte environ 3 500 locuteurs. Le cornique est classé comme langue « en situation critique » (CR) selon l'Atlas des langues en danger dans le monde, mais connaît un renouveau depuis quelques décennies ; la langue avait en effet été déclarée morte au début du XXème siècle, mais fut revitalisée.
- Le cambrien

Le cambrien est la seule langue celtique insulaire éteinte. Il fut vraisemblablement parlé par des peuples celtes entre l'Angleterre et l'Écosse, et se serait éteint à cause d'invasions germaniques, nottament saxonnes et scandinaves.

## Histoire
Ces langues sont connues par des inscriptions et une importante littérature qui remonte jusqu'au Haut Moyen Âge.
Cependant, les plus anciennes attestations du celtique insulaire remontent à l'Antiquité. Il s'agit d'objets découverts à Bath (Angleterre) qu'on regroupe sous le terme général de « plombs de Bath », où sont gravées des inscriptions. Il y a une tablette de plomb et un pendentif en étain. Un texte a été gravé sur la tablette en plomb ; malheureusement, il s'avère peu utilisable étant donné son caractère lacunaire. Par contre, on lit parfaitement sur le pendentif la courte phrase suivante : 
ADIXOVI|DEVINA|DEVEDA|ANDAGIN|VINDIORIX|CVAM VN|AI
adixoui deuina deueda andagin uindiorix cuamunai
Pierre-Yves Lambert pense qu'il pourrait s'agir de « brittonique ancien, proche parent du gaulois ».